# Echinococcus shiquicus
Echinococcus shiquicus – gatunek tasiemca (Cestoda) z rzędu Cyclophyllidea, opisany w 2005 roku. Pasożyt wewnętrzny lisa tybetańskiego (żywiciel ostateczny postaci dorosłej) oraz niektórych szczekuszkowatych (żywiciele pośrednie larw), jeden z kilku gatunków wywołujących chorobę zwaną bąblowicą (echinokokoza, łac. echinococcosis cystica). Jak dotąd stwierdzono występowanie tego gatunku jedynie w chińskiej prowincji Qinghai.
Dojrzały osobnik przypomina morfologią bąblowca wielojamowego (E. multilocularis); różni się jednak mniejszymi haczykami, mniejszą liczbą proglotydów, odmienną lokalizacją otworu płciowego i mniejszą liczbą jaj w proglotydach macicznych. Larwy (onkosfery) znajdowane w wątrobie szczekuszki były zazwyczaj jednokomorowe. Analizy porównawcze mitochondrialnego i jądrowego DNA potwierdzają odrębność tego gatunku od innych z rodzaju Echinococcus.